# 1307
| 1307               |
| ------------------ |
| Dødsfald - Fødsler |
|                    |

| Gregoriansk kalender | 1307 MCCCVII            |
| Ab urbe condita      | 2060                    |
| Armensk kalender     | 756 ԹՎ ՉԾԶ              |
| Kinesiske kalender   | 4003 – 4004 丙午 – 丁未 |
| Etiopisk kalender    | 1299 – 1300             |
| Jødisk kalender      | 5067 – 5068             |
| Hindukalendere       |                         |
| - Vikram Samvat      | 1362 – 1363             |
| - Shaka Samvat       | 1229 – 1230             |
| - Kali Yuga          | 4408 – 4409             |
| Iransk kalender      | 685 – 686               |
| Islamisk kalender    | 706 – 707               |

Konge i Danmark: Erik 6. Menved 1286-1319

## Begivenheder
- Lübeck vælger Erik Menved til skytsherre
- 13. oktober – Den franske konge Filip 4. den Smukke fængsler alle medlemmer af Tempelherreordenen og mange af dem dømmes til døden.

## Dødsfald
- 7. juli – Edvard 1. af England.
- 4. august – Jon Jonsen Litle.